# NGC 2928
NGC 2928 ist eine Balken-Spiralgalaxie vom Hubble-Typ SBbc im Sternbild Löwe nördlich der Ekliptik. Sie ist schätzungsweise 368 Millionen Lichtjahre von der Milchstraße entfernt und hat einen Durchmesser von etwa 65.000 Lichtjahren. 
Im selben Himmelsareal befinden sich u. a. die Galaxien NGC 2923, NGC 2933, NGC 2934, NGC 2941.
Das Objekt wurde am 1. April 1864 von Albert Marth entdeckt.